# Ehretia rosea
Ehretia rosea là loài thực vật có hoa trong họ Ehretiaceae. Loài này được Gürke mô tả khoa học đầu tiên năm 1900.